# 리더성
리더성(중국어: 李德生, 병음: Lǐ Déshēng, 1916년 5월 4일 - 2011년 5월 8일)은 중화인민공화국의 정치인 겸 중국 인민해방군의 군인이다.

## 생애
1916년 허난성에서 태어났다. 1930년 중국공농홍군에 들어 갔으며, 1932년에 중국 공산당에 입당했다. 통신소대장과 부대장, 대장, 사단장을 거쳐, 야전군에서 승승장구하여 1955년에 소장 계급으로 진급했다.
1957년 난징고등군사학원에 입학했고, 1968년 9월 난징 군구 부사령원과 안후이성 당위원회 제1서기에 올랐다. 1969년 인민해방군 총정치부 주임에 올랐으며, 1971년 베이징 군구 사령원 그리고 1973년 선양 군구 사령원을 지냈다.
1973년 8월, 중국공산당 중앙위원회 제10차 당대회에서 중국공산당 부주석 겸 중앙정치국 상무위원에 선출되었다. 이후 1975년 1월 당 부주석직을 사임했다.
늦은 나이인 1985년 11월, 국방대학정치위원이 되었으며, 1988년 중장을 거치지 않은 상태에서 상장(대장) 계급이 주어졌다. 1990년에‘이직휴양’(離職休養, 離休 리슈)을 했다.
2011년, 96세의 나이로 사망했다. 저서로는 리더성회고록(원저, 李德生回憶錄)을 남겼다.